# 旭川女子中学生いじめ凍死事件
旭川女子中学生いじめ凍死事件（あさひかわ じょしちゅうがくせい いじめとうしじけん）は、2021年2月に発生した北海道旭川市の旭川市立北星中学校の女子生徒に対するいじめ、集団性的暴行により当該女子中学生の死亡につながったと報道されている事件である。

## 経緯

### 事件
本事件は北海道旭川市の旭川市立北星中学校で発生した事件である。当該女子中学生は2019年4月に同校に入学してから、他校の男子中学生に「裸の動画送って」「写真でもいい」「お願いお願い｣といったLINEメッセージによるしつこい脅迫を受けた。被害者は恐怖を感じて自身のわいせつ画像を当該男子に送り、その画像が中学生のLINEグループなどに拡散された。その後、被害者は旭川市立北星中学校の生徒達であるいじめグループ数人に囲まれ、加害者らに脅迫され、2019年6月22日にウッペツ川へ飛び込み、警察が出動した。
いじめグループは警察に「親の虐待が原因で飛び込み自殺未遂をした」と説明したため、警察は母親が被害者に付き添って病院へ行くことを拒んだ。しかし、「被害者は友達だ」と説明していたいじめグループから被害者宛てに心配するメッセージや着信が一切ないことを不審に思った警察は被害者のスマートフォンを確認。残っていたトークや画像からいじめがあったことを認識し、旭川中央警察署少年課が捜査を開始した。また、母親による虐待がないことが判明したため入院中の被害者との面会を許可した。加害者らは、自身のスマートフォンを初期化する・破壊するなどして証拠隠滅を図ったが警察は復元し、わいせつ画像やわいせつ動画の証拠を入手。児童ポルノ禁止法違反（製造）で当時14歳未満だった他校の男子中学生の一人を触法少年扱いで厳重注意処分、その他のいじめグループメンバーを強要罪の疑いで調べたが、証拠不十分で厳重注意処分とした。被害者は2019年9月に引っ越したもののいじめによるPTSDを発症しており、2021年2月に失踪する直前まで通院などしながら生活していた。
2021年2月13日、被害者は氷点下17度の深夜に突然外出し行方不明になり、警察による公開捜査が行われたものの、3月23日に公園で凍死した状態で発見された。検死により、低体温症によって失踪当日に死亡した可能性が高いことが判明している。しかし、被害者の死体検案書の「死亡の原因」欄に、当時かかっていなかった精神疾患の病名が記入されていたことが2021年8月20日、関係者への取材で分かった。服用していた薬から推測した誤った病名を道警が医師に伝えたとみられ、遺族の指摘を受け、後に訂正された。関係者によると、旭川医科大学の医師が3月下旬に発行した死体検案書の「直接には死因に関係しないが、疾病経過に影響を及ぼした疾病名等」欄に、被害者が当時患っていなかった「統合失調症」と記載されていた。誤りに気付いた遺族側が警察と病院に確認した際、「いじめによる心的外傷後ストレス障害（PTSD）などで服用していた薬」から道警が病名を推測し医師に伝達、医師がそれを記入したと説明があったという。

### 事件後
本事件は、発生直後の段階では、北海道内の新聞やテレビなどのメディアでは、ほとんど報道されることはなかった。唯一、地元旭川の月刊雑誌『メディアあさひかわ』が、同誌2019年10月号で被害者の自殺未遂事件を報じた上で、事件と学校でのいじめとの関連について言及した（地元新聞やテレビ局などが本件を報道しなかった経緯については「問題点・批判の項」を参照）。
被害者の遺体が発見された約1か月後の4月15日、文藝春秋のネットメディア『文春オンライン』は、連載「「娘の遺体は凍っていた」14歳少女がマイナス17℃の旭川で凍死　背景に上級生の凄惨イジメ《母親が涙の告白》旭川14歳少女イジメ凍死事件」を開始。『文春オンライン』は、遺体発見日の約1週間後、遺族の支援者からの告発で事件の経緯を知り、現地に取材班を送っていた。本事件が報じられると、旭川市教育委員会や学校に300件以上の苦情の電話が相次いだことから、2021年4月22日、旭川市長（当時）の西川将人や教育委員会の委員らが非公開の会議を開き、事実確認を改めて行う必要があるとして第三者を交えた調査を行うことを発表した。
4月26日、参議院決算委員会において音喜多駿議員が質問に立った。被害者の中学校が弁護士同席を拒否した件についての質問に対し、萩生田光一文部科学大臣は、「親御さんからすれば自分で冷静に対応できないような状況もあって代理人である弁護士が同伴することはそんなに珍しいことじゃなくて、そこはしっかり対応すべきだと私は思います」などと答弁した。
「被害者の中学校は加害生徒に聞き取り調査を行い、結果を冊子にまとめている。その開示請求を弁護士法23条2による弁護士照会制度に基づき遺族は三度行っているが、拒否をされている。回答義務があるのに拒否をしても罰則がないシステムに遺族は納得していないが、知る権利に対してどのように考えているか」との質問に対しては、瀧本寛文部科学省初等中等教育局長が、「いじめ事案の対応について一般的に学校はいじめを受けた児童生徒や保護者による（事実関係を明らかにしたい、何があったのか知りたい）という切実な思いを理解し対応に当たる必要があると考えております。文部科学省において作成した『いじめの重大事態の調査に関するガイドライン』でも同様のむね示しております。なお、被害児童保護者への情報提供等については、学校の設置者および学校は各地方公共団体の個人情報保護条例等に従って情報提供ならびに説明を適切に行うことが必要だと考えております」などと答弁した。
「今の学校側は極めて閉鎖的な態度を取り続けているようで、4月26日の夜7時頃からいじめのあった中学校で保護者への説明会があるそうだが、遺族には説明会についての案内がないということであり、遺族は当事者として説明会への参加を望んでいる。当然、参加する権利があると考えているが、文部科学省はどのように考えているか」との質問に対しては、瀧本初等中等教育局長が、「『いじめの重大事態の調査に関するガイドライン』での基本的な考え方をふまえて教育委員会と学校は適切な対応をしていただきたい」などと述べた。「事態の進展によって文部科学省がしっかりと乗り出すことがありうるか」との質問に対しては、萩生田大臣が、「今後、中々この事案が進まないということであれば文部科学省の職員を現地に派遣する。あるいは私を含めた政務三役が現場に入って直接指導することも考えながら進めていきます」などと答弁した。
4月27日、旭川市教育委員会が、いじめ防止対策推進法第28条1による「いじめにより当該学校に在籍する児童等の生命、心身又は財産に重大な被害が生じた疑いがあると認めるとき。」に該当するとして『重大事態』に認定した。
10月28日、衆院選出馬のため辞職した西川に代わって旭川市長となった今津寛介は市議会代表質問で「資料を精査し、いじめがあったと認識した」と答弁し、市としていじめが存在したことを認める発言を行った。それまで市はいじめと正式に認めず、疑い事例として市教育委員会に調査を求めていたが、いじめと死亡の因果関係は「調査されることになる」とした。
2022年3月27日、旭川市教育委員会の第三者委員会が、中間報告で6項目についていじめがあったと認定した。同29日、旭川市教育長の黒蕨（くろわらび）真一が遺族に直接謝罪した。
先の中間報告ではいじめは「学校の外」のみで行われたとしていた。しかし第三者委員会が実施したアンケート結果では、いじめは学校内でも行われていたとの回答が寄せられ、遺族側の弁護団は同年6月21日、いじめは中間報告にあった6項目13件にとどまるものではなかった可能性が強く疑われるとしている。
しかし、2022年8月31日に遺族側に提出された第三者委員会の最終報告書案では、いじめによるPTSDの診断は亡くなった本人に直接話を聞けていないことを理由にPTSDと判断された経緯が明らかでないことから推測の域を出ないとし、自殺の背景を何らかの契機や心境の急激な変化があった可能性があると鬱病の可能性を示唆、いじめと自殺との因果関係も何も触れられていなかった。これを受け旭川市は市長直属の第三者委員会を設置し再調査することを検討している。
2022年9月20日、市教育委員会の第三者委員会が取りまとめた最終報告書が公開された。最終報告書では2022年4月の中間報告と同じく、「菓子や飲み物の代金を頻繁におごらせたり」、「性的な動画送信を求め続けたりした」行為などをいじめと認定した。被害者が死亡したいきさつについては「自殺と考えられる」とする見解を示し、その背景には抑うつ状態が関係しその原因にはいじめや、学校での不適応に伴う孤独感の増大などが関係していると思われるとしたが、死亡といじめとの関連性については、「結局は不明のままである」と明確な判断を示さなかった。中学校の対応については、被害者がからかわれるなどしたあと、雨で増水した川に入った2019年6月の時点で、いじめの「重大事態」として市の教育委員会に報告する必要があったとして、「対応は明らかに誤りであった」と指摘した。市教育委員会の対応については、いじめ防止対策推進法で定めた「重大事態」と認めなかったことを「法律違反になる」との見解を示し、「重大事態」としての報告を学校側に働きかけることを怠ったとした上で、「いじめ問題に関する指導を根本的に改めず、しかるべき対応をしてこなかった歴代の市教委の組織の怠慢がもたらした」と厳しく非難した。
同日、遺族側の「所見書」も概要が公開された。所見書では、第三者委員会が生徒などを対象に行ったアンケート調査の結果で被害者が学校や教室内で無視や仲間はずれをされていたことなどが報告されていたものの、いじめと認定されなかったことについて、「被害者の精神的苦痛を無視した結論であり、到底看過できない過誤を含んでいる」と批判した。最終報告書で死亡といじめとの関連性に明確な判断を示していないことについて、「明らかな判断の回避だ」とした。
市長である今津寛介は遺族側が最終報告書の内容を不服として再調査を求めていることを踏まえ「事態の真相解明のためにはさらなる検証の必要性を感じることから、強い意志を持って再調査を実施する」と述べ、新たに市の第三者委員会を設置して再調査を行う方針を明らかにした。また、最終報告書の内容を踏まえ、市教育長が9月24日付で辞任した。
2024年6月30日、再調査委員会は、いじめが原因とする自殺であったとする調査結果をまとめた。

## 証言・問題点

### 証言
- 被害者の親族によれば、2019年4月から6月にかけて合計4回にわたり母親が2019年当時の担任教師へいじめの調査を依頼したが「本当に仲のいい友達です」などと返答された。また被害者が担任教師へいじめの相談をした際、加害者には言わないよう願い出たにも関わらず、その日中に加害者に知れ渡り不信を抱かせた[26]。
- いじめグループが所属していた他の中学校で弁護士同席のもと2019年8月29日に「謝罪の会」が実施されたが、被害者の中学校は弁護士同席に難色を示し旭川市教育委員会による指導の末2019年9月11日にようやく許可した。母親の支援者によれば、被害者の中学校の「謝罪の会」は、教員は全員退席し録音も禁止された[26][27]。
- 被害者の親族によれば、校内で起きた出来事ではないため、わいせつ画像の拡散に責任は負えないと、2019年当時被害者が通っていた中学校の教頭が母親に説明した[26]。
- 2019年当時被害者が通っていた中学校の校長は「被害者の女子生徒は小学生の頃からパニックになることがあり、小学校から引き継ぎされていた。自殺未遂をする6月22日の2日前に母娘で口論になり公園を飛び出す出来事があった。公園を飛び出すのは自傷行為と同義のため以前から自殺願望があったのだと思う。いじめに関するアンケート調査を毎年行っているがいじめは認識されていない。今回の事件もいじめではない。自慰行為強要と被害者の死亡に因果関係はないと思う」と話した[28]。
- 保護者の手記によると、被害者の中学校の教頭は、「10人の加害者の未来と、1人の被害者の未来、どっちが大切ですか。10人ですよ。1人のために10人の未来をつぶしていいんですか。どっちが将来の日本のためになりますか。もう一度、冷静に考えてみて下さい」と被害者の母親に発言している[29][30]。また、被害者の母親は、被害者の携帯電話の中を確認して、問題のある写真や動画を撮影させられていた事実を把握し、それを学校側に告げたが、この教頭から「これは単なる悪ふざけ。いたずらの延長だったんだから。もうこれ以上、何を望んでいるですか」と繰り返し言われた。被害者の母親が「じゃあ、娘の記憶消してください」と答えたところ、教頭は「頭おかしくなっちゃったんですか？　病院に行ったほうがいいですよ」と発言し、被害者の母親が「学校に通うというのは、とても怖くてできないと思う」と言うと、教頭は「僕なら怖くないですよ。僕は男性なので、その気持ちはわかりません」と発言した[31][32]。一方、教頭は保護者の手記で公開された「10人の加害者の未来~」などの発言を否定し、誤解を与えた可能性について謝罪の意を示した[33]。

- 被害者の中学校の元校長は、文春の取材で「何でもかんでも、いじめとは言えない」「当然悪いことではあるので、指導はしていました。今回、（被害者）さんが亡くなった事と関連があると言いたいんですか？それはないんじゃないですか」「子供は失敗する存在です。そうやって成長していくんだし、それをしっかり乗り越えてかなきゃいけない」と発言した[34]。
- 被害者の中学校は、被害者の保護者や旭川市教育委員会に対していじめの事実はなかったと説明した[35]。

### 問題点・批判
- 過去にも旭川女子中学生集団暴行事件を防げず、市教委や学校の対応が後手になった反省から、市教委は同様の事態が発生した場合には迅速な対応を心掛けるようにしていたが、市教委の求めに学校は全く対応せず被害者の死亡を防げなかった[35]。
- 地元テレビ局の報道関係者は、被害者が凍死し、週刊文春が報道するまで一般の大手メディアが報道しなかった理由として、一般の大手メディアも事件をつかんでいたものの、自殺未遂報道はご法度なこと、加害者が全員未成年で小学生まで事件に関係していたために報道しにくかったこと、旭川市に地方都市独特の閉塞感があり、噂話が拡散して被害者を追い詰めてしまう可能性があったことを挙げている[6]。
- 事件発生時の市長だった西川将人は、市長を辞職して第49回衆議院議員総選挙に立憲民主党公認で北海道6区から出馬した。犯罪ジャーナリストの小川泰平は「責任放棄」と苦言を呈し「西川氏が市長を辞職して国政に出るという会見では、この地元で起きた事件については全く触れていなかったことに憤りを感じている」と批判した[36]。なお、西川は落選し、「公園で凍死した女子中学生の“いじめ問題”への対応などが逆風になった」と報じられた[37]。
- 2024年6月24日、2022年の報告書が黒塗りのない状態で、いじめ撲滅を訴える市民団体のサイトで公表され、26日に市教委からの要請によりサイトの運営者は削除した[38]。この件について遺族弁護団は市に対し、サイトの運営者を刑事告訴するよう要請した[39]。

### 被害者および関係者に対しての中傷
2023年2月10日、旭川市在住の40代の女性が、SNSのTwitter（現・X）で、被害者遺族に対しての誹謗中傷や事実無根のデマを繰り返し書き込んでいたとして、被害者の遺族が名誉棄損で女性に対し約250万円の損害賠償を求める民事訴訟を起こしていたことが明らかになった。起訴状によると、女性は「きなこもち」というハンドルネームで、2021年4月末に、「被害者の家の中がゴミ屋敷化し、最終的には家で生活できず娘と車中泊の生活」「被害者が小学生の時から家出を繰り返したり、夜遊び歩いたり、学校から逃げ出したり…たくさんSOSを出してたと思います。不倫する前に娘にもっと目を向けて、寄り添ってあげたら良かったのに！」「だから言ってるんですよ。家庭にも問題もあったって。みんな「またか」「やっぱり」って思ってるから発言しないだけです」などと、被害者や遺族の名誉を棄損する内容の12件の書き込みを行っていた。被害者遺族の支援者や友人は、「（遺族の）家に上がったことがあるが、部屋は整頓されているしゴミもない、仕事もしっかりとしてされており収入もある、誰の話をされているのか…」とこれらの書き込みを否定した。女性は被害者の家族とは数回会ったことがあるだけだが、女性の友人の旭川市内の30代の女性は被害者の家族と一時職場を同じくするなどの接点があり、その友人から聞いた根拠のない話をもとに書き込みを行っていたという。なお、被害者遺族の支援者によると、その友人は過去に被害者の家族に生活態度を注意されたことから恨みを持っていたという。女性は裁判で書き込みを認めたが、「投稿は断片的な事実を記載したもので根拠はなく、原告の社会的評価を低下させたとはいえない」として、全面的に争う姿勢を示した。6月15日、旭川地裁は「娘を突然亡くした原告が、自身が娘の自殺の一因であるかのような名誉毀損（きそん）を受けたことにより大きな精神的苦痛を被ったことは明らか」であるとして、女性の投稿が名誉棄損に当たるとする原告の訴えを認め、女性に計165万円の賠償を命じた。
また、2021年11月、愛媛県松山市の36歳の無職男性が同年4月にインターネット掲示板で、被害者の同級生を名乗り、性被害をうけた被害者に卑猥な言葉を連想させるあだ名をつけた上で、「イジメとか嘘いって金稼ごうとしている母親が許せない」などと、被害者の遺族を中傷する書き込みを繰り返し行っていたとして、被害者の遺族に侮辱罪で刑事告訴された。2022年1月31日、松山区検はこの男性を松山簡裁に略式起訴した。男性は被害者の遺族に反省文を送り、一部の表現に不適切な点があったことは認めたが、「事件についての記事を読んだが、記事は悪質なデマだとおもった。被害者はいじめグループとされた人達の方で、彼らを誹謗中傷した母親や文春の方が犯罪者である。自分は母親や文春、それに彼らを支持する人達による悪質なデマを攻撃しただけだ」という趣旨の主張を行い、書き込みの内容自体には誤りはないとした。
なお、被害者遺族の支援者は、「被害者の無念をはらそうと母や遺族、支援者が動くとネットの掲示板やSNSに事実無根のデマを何度も書き込まれる。陰湿なカキコミは今も続いている」と証言している。

### 被害者および関係者や第三者の個人情報流出
- TwitterをはじめとしたSNS上に被害者の顔写真や加害者とみなした一般人の個人情報公開が相次いだ[注 2]。実際に中学校OBの実家及び商店がいたずら電話の標的や風評被害にあっている。被害者の友人であったOB(中学の謝罪の会にも参加しており被害女子中学生との間に、理由が明らかになっていないトラブルがあった事を文春で語った)もSNSによって加害者扱いとされ誹謗中傷も受け、ノイローゼ状態となり眠れない日々があると語った[注 3]。被害者の遺族は「第三者委員会の調査の結果を信じて待ちたいと思います。ネットリンチもまた、形を変えたイジメであり、我々は望んでいません」と述べている[44]。
- あるYouTuberは、自らが加害者であると判断した女性宅に行き話を聞こうとしたとして強要未遂で2021年4月26日に逮捕され、5月17日に処分保留で釈放された[44][45]。
- 2024年5月20日、旭川市内在住の兄弟と父親が、当時のTwitterなどに「いじめに関与した」などと実名で嘘の投稿をされ名誉を傷つけられたとして、栃木県内の投稿者に対し450万円の賠償を求める裁判において、旭川地裁は、投稿者に対し230万円の支払いを命じる判決を下した[46]。また、同年7月25日、当時旭川市在住の19歳の男性が、いじめの主犯格とする虚偽の内容、顔写真、自宅を特定できる情報を投稿され、名誉を傷つけられたとして、新潟県長岡市の投稿者に対し220万円の賠償を求める裁判において、旭川地裁は、投稿者に55万円の支払いを命じる判決を下した[47]。